# Salix spodiophylla
Salix spodiophylla är en videväxtart som beskrevs av Hand.-mazz.. Salix spodiophylla ingår i släktet viden, och familjen videväxter. Utöver nominatformen finns också underarten S. s. liocarpa.